# Idalus paulae
Idalus paulae (лат.) — вид бабочек из подсемейства медведиц (Arctiinae) семейства эребид. Центральная Америка: Коста-Рика, дождевые и облачные горные леса на тихоокеанских и атлантических склонах на высотах от 1400 до 2230 м.
Длина передних крыльев самцов 20 мм. Цвет беловато-кремовый с двумя желтоватыми пятнами на крыльях и красновато-коричневым брюшком. Вид назван в честь Аны Паулы Самора Эспиноса (Ana Paula Zamora Espinoza).

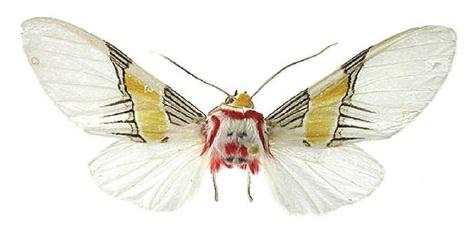
Самка
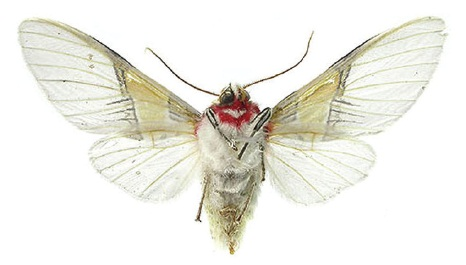
Самец снизу